# Liste der Monuments historiques in Osselle-Routelle
Die Liste der Monuments historiques in Osselle-Routelle führt die Monuments historiques in der französischen Gemeinde Osselle-Routelle auf.

## Liste der Objekte
| Bezeichnung | Beschreibung          | Standort                                | Kennzeichnung | Schutzstatus | Datum | Bild |
| ----------- | --------------------- | --------------------------------------- | ------------- | ------------ | ----- | ---- |
| Glocke      | Bronze, 1762 gegossen | Osselle, in der Kirche St-Martin (Lage) | PM25001192    | Classé       | 1942  |      |